# Travis (naam)
Travis is een Engels-Amerikaanse achternaam en jongensvoornaam, afgeleid van het  Normandisch Franse travers (van traverser, oversteken) waarmee een tolgaarder werd aangeduid: een beroepsnaam dus. Zoals vele Engelse voornamen was ook Travis oorspronkelijk uitsluitend een achternaam.

## Naamdragers

### Achternaam
- Walter Travis, golfer, golfbaanarchitect, leraar, journalist en schrijver (1862-1927)
- June Travis, Amerikaans actrice (1914-2008)
- Merle Travis, Amerikaans countrymuzikant, -zanger en songwriter (1917-1983)
- Randy Travis, Amerikaans countryzanger, songwriter en acteur (1959)
- Nancy Travis, Amerikaans actrice (1961)
- Theo Travis, Brits saxofonist en dwarsfluitist (1964)
- Stacey Travis, Amerikaans actrice (1964)

### Voornaam
- Travis Barker, Amerikaans drummer
- Travis Mayer, Amerikaans freestyleskiër
- Travis Schuldt, Amerikaans acteur
- Travis Pastrana, Amerikaanse motorcrosser

### Fictie
- Travis Bickle in de film Taxi Driver
- Travis Henderson in de film Paris, Texas
- Travis Mayweather in Star Trek

- Travis
- Travis & Bob
- Travis (band)
- Travis (naam)
- Travis (persoon)
- Travis Barker
- Travis Brent
- Travis Brooks
- Travis Cooper
- Travis County
- Travis County (Texas)
- Travis Fimmel
- Travis Ganong
- Travis Gerrits
- Travis Graham
- Travis Harrison
- Travis Hill
- Travis Hirschi
- Travis Kelce
- Travis King
- Travis King (militair)
- Travis Laplante
- Travis Livermon
- Travis Mahoney
- Travis Mayer
- Travis Mayweather
- Travis McCabe
- Travis McCoy
- Travis Meyer
- Travis Milne
- Travis Parrott
- Travis Pastrana
- Travis Perkins Masters
- Travis Perkins plc Senior Masters
- Travis Reed
- Travis Schuldt
- Travis Scott
- Travis T. King
- Travis Tomko
- Travis Tritt
- Travis Van Winkle
- Travis Wammack
- Travis Wester
- Travis Willingham
- Travisia
- Travisia amadoi
- Travisia antarctica
- Travisia araciae
- Travisia arborifera
- Travisia brevis
- Travisia carnea
- Travisia chiloensis
- Travisia chinensis
- Travisia concinna
- Travisia doellojuradoi
- Travisia elongata
- Travisia filamentosa
- Travisia foetida
- Travisia forbesii
- Travisia fusiformis
- Travisia gigas
- Travisia granulata
- Travisia hobsonae
- Travisia horsti
- Travisia japonica
- Travisia kerguelensis
- Travisia lithophila
- Travisia oksae
- Travisia olens
- Travisia oregonensis
- Travisia parva
- Travisia profundi
- Travisia pupa
- Travisiidae
- Travisiopsis capensis
- Travisiopsis coniceps
- Travisiopsis dubia
- Travisiopsis lanceolata
- Travisiopsis levinseni
- Travisiopsis lobifera
- Travisiopsis lumbricoides